# Госпатрік
Госпатрік (помер після 1073 року), був графом Нортумбрії або Берніції, а пізніше мав обширні володіння навколо міста Данбар у Шотландії. Ці останні землі перейшли до його нащадків під назвою графство Данбар і перебували в їхньому володінні до 1435 року.